# Émile Châtelain
Émile Châtelain (Montrouge, 25 novembre 1851 – Parigi, 26 novembre 1933) è stato un latinista e paleografo francese.

## Biografia
Membro dell'École française de Rome dal 1876 al 1877, collaborò con Henri Denifle al Chartularium e divenne in seguito conservatore della Biblioteca della Sorbonne, dove redasse i cataloghi dei manoscritti e degli incunaboli presenti. Curò la ristampa del dizionario bilingue francese-latino di Quicherat e Daveluy.
Primo titolare della cattedra di paleografia presso l'École pratique des hautes études, si interessò ai manoscritti della Tarda antichità, dell'Alto Medioevo e in particolare alla scrittura meglio rappresentata, alla scrittura onciale e ai palinsesti. Sotto l'influenza di uno dei suoi ascoltatori, Paul Legendre, dedicò notevoli ricerche all'uso delle note tironiane. 

Divenuto direttore dello École Pratique des Hautes Études, fu eletto membro dell'Académie des Inscriptions et Belles-Lettres nel 1903.
L'archeologo ed epigrafista Louis Chatelain era suo figlio.